# نوبیتس
نوبیتس (به آلمانی: Nobitz) یک شهر در آلمان است که در اتنبرگر لند واقع شده‌است. نوبیتس ۶٬۴۴۷ نفر جمعیت دارد.